# Lasiommata megera
Pour les articles homonymes, voir Mégère (homonymie) et Satyre (homonymie).
Espèce
La Mégère ou le Satyre, Lasiommata megera, est une espèce d'insectes lépidoptères (papillons) appartenant à la famille des Nymphalidae, à la sous-famille des Satyrinae et au genre Lasiommata.

## Dénomination
L'espèce Lasiommata megera a été décrite par le naturaliste suédois Carl von Linné en 1767, sous le nom initial de Papilio megera.

### Synonymes
- Papilio megera Linnaeus, 1767
- Pararge megera[1],[2].

## Confusion possible
Avec Lasiommata maera, Le Némusien.

### Noms vernaculaires
Mégère (La), Satyre (Le).
Se nomme Wall Brown en anglais, Mauerfuchs en allemand et Saltacercas en espagnol.

### Sous-espèces
- Lasiommata megera megera présent en france, Afrique du Nord et Espagne.
- Lasiommata megera megerina (Herrich-Schäffer, 1856)
- Lasiommata megera paramegaera (Hübner, [1824]), endémique de Corse et de Sardaigne, souvent considérée comme une espèce distincte : Lasiommata paramegaera.
- Lasiommata megera transcaspica (Staudinger, 1901)[1].
- Lasiommata megera vividissima (Verity, 1923); dans le sud de l'Espagne et en Afrique du Nord[3].

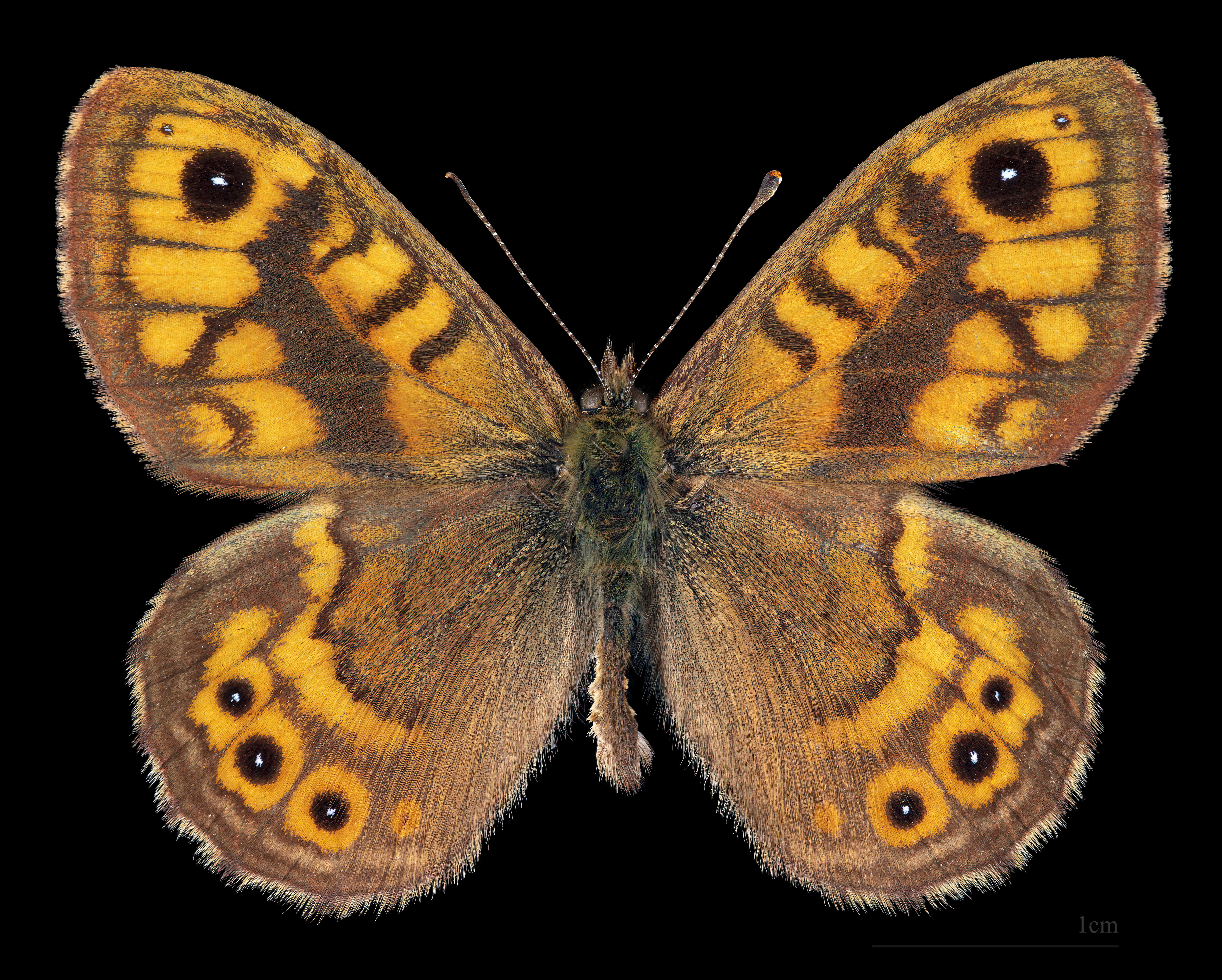
Lasiommata megera megera  ♂
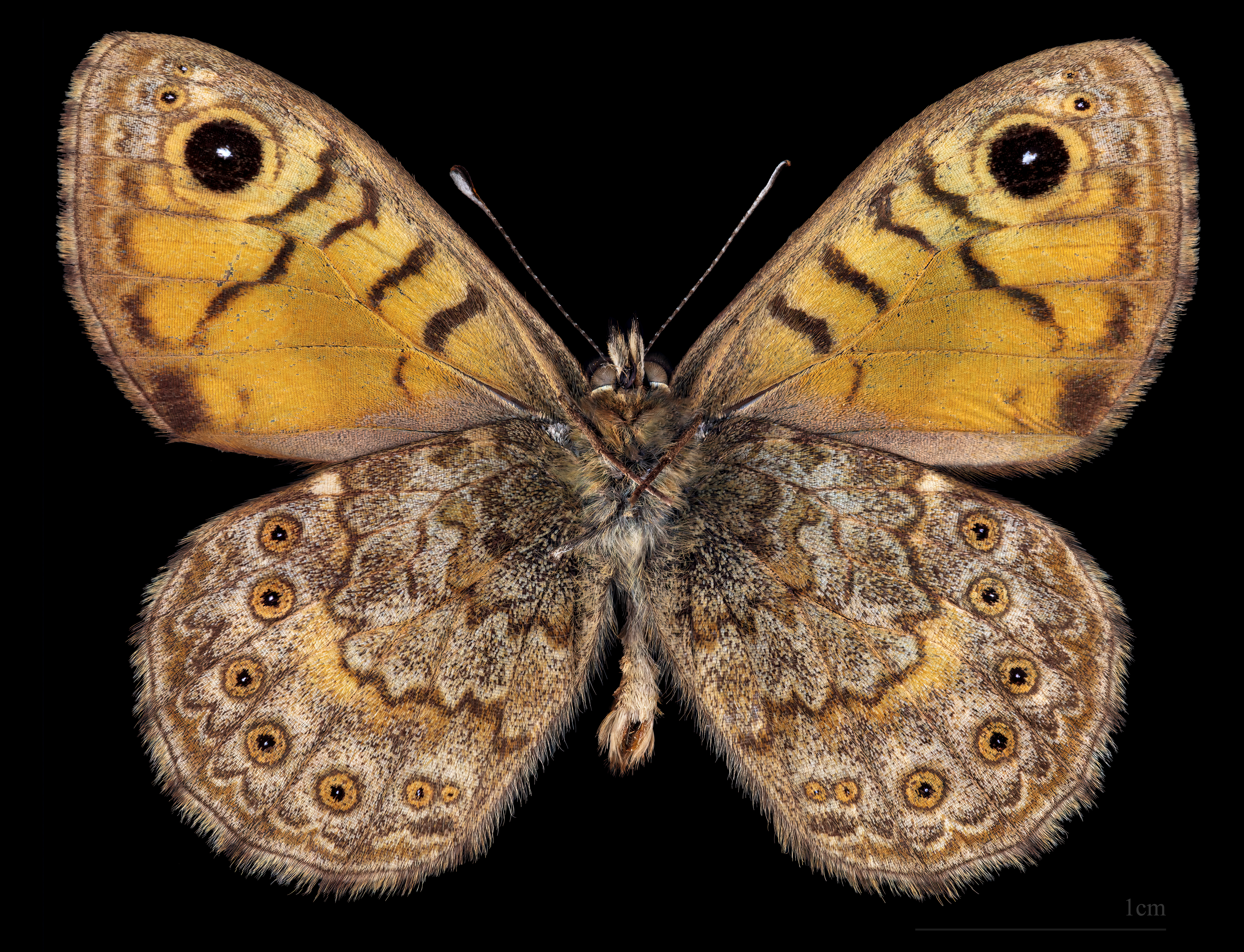
♂ △
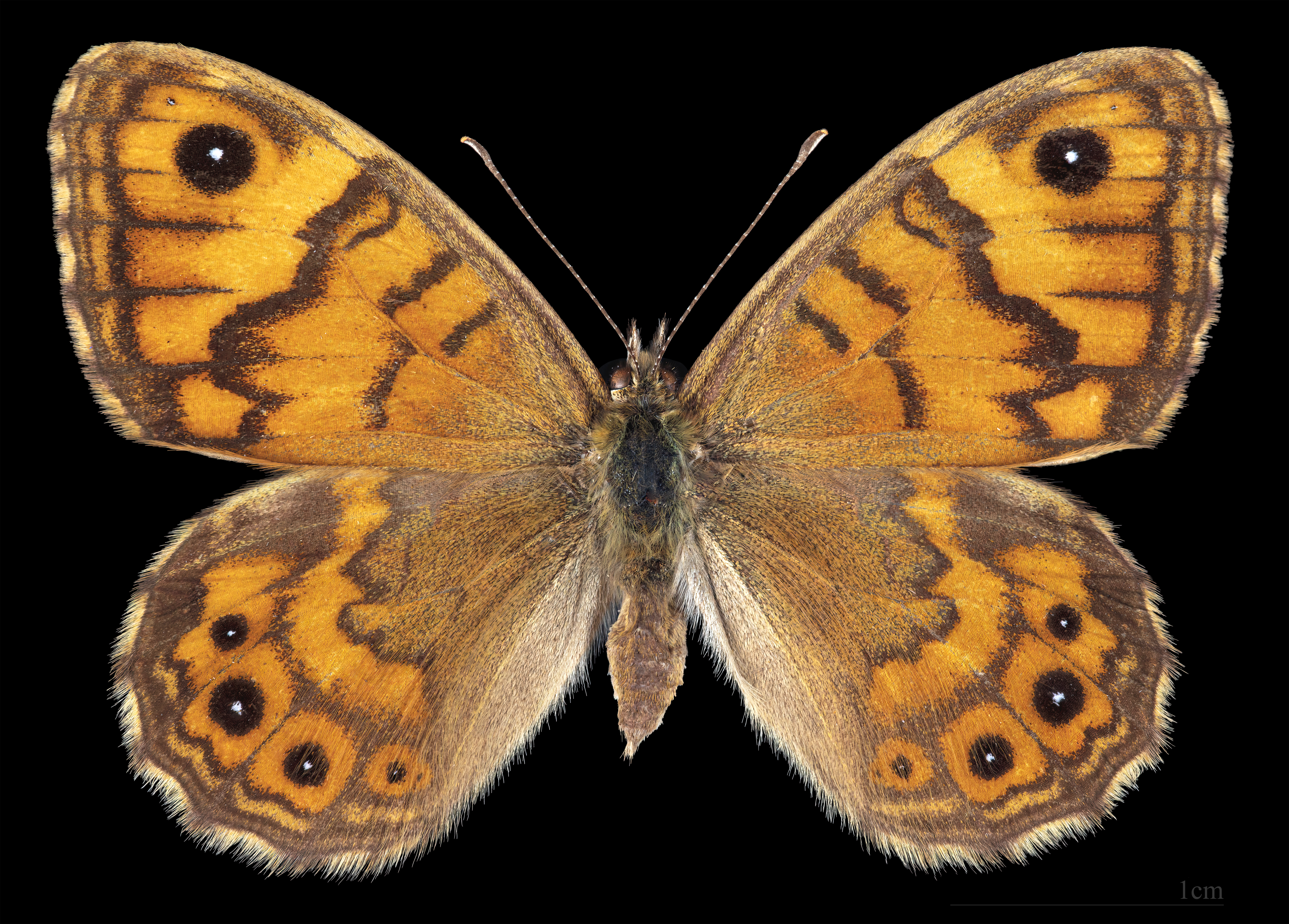
♀
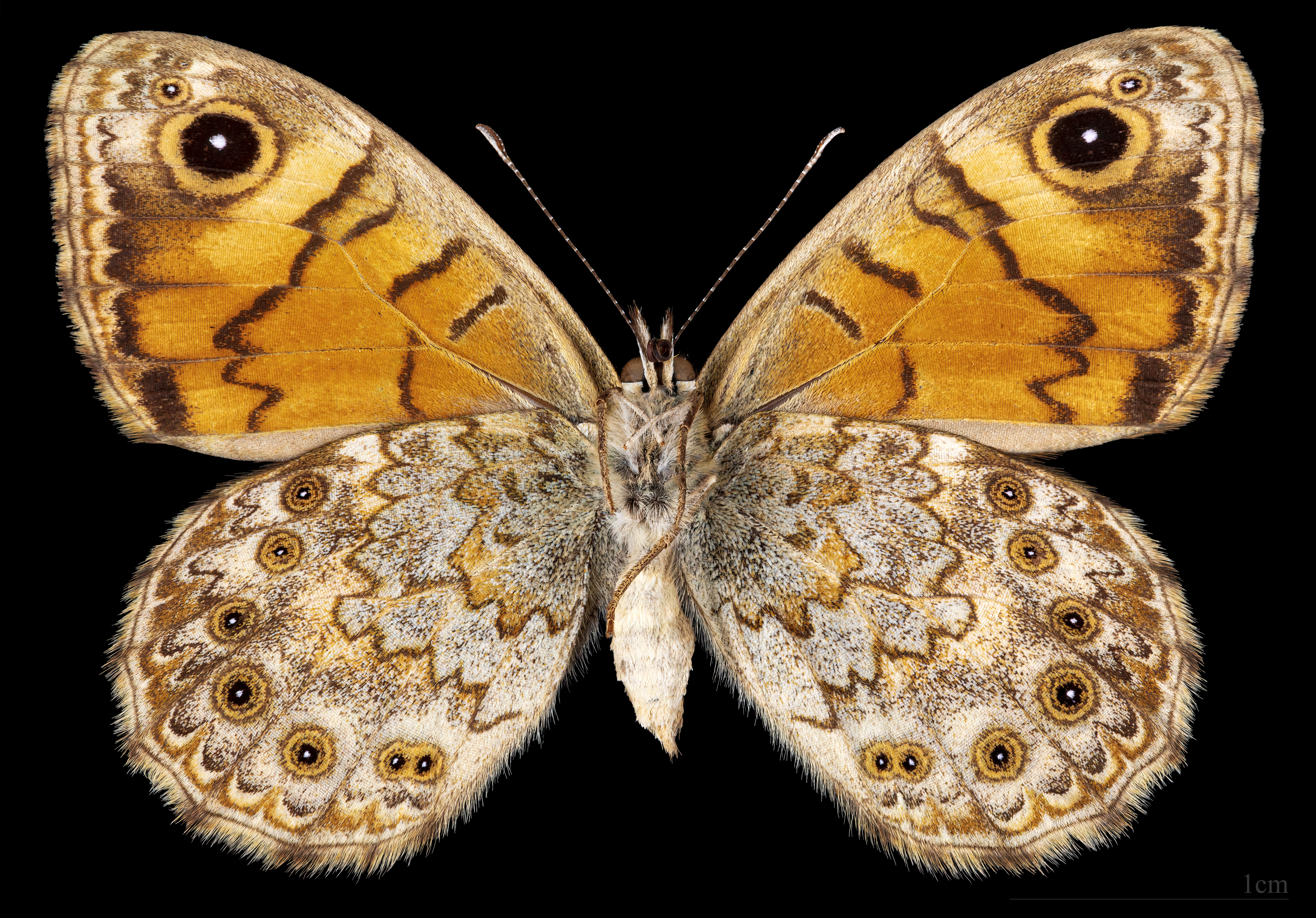
♀ △

## Description

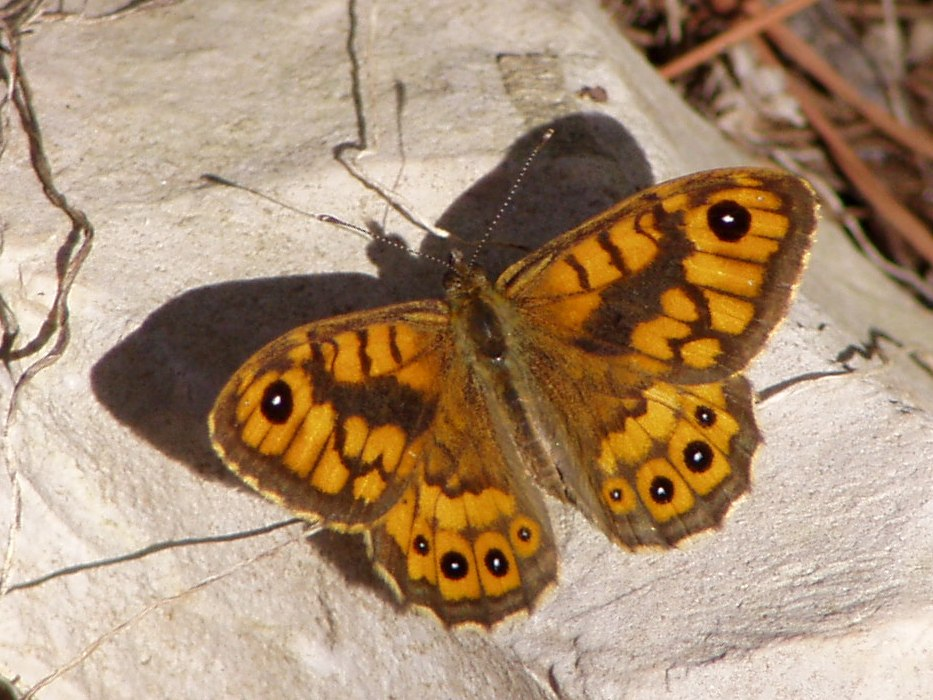
Mâle, face supérieure.

La Mégère est un papillon d'une envergure comprise en 3,6 centimètres et 5 centimètres environ, de couleur brun-jaune-orangé marqué de lignes marron. Dans la bande submarginale formée par ces lignes, un ocelle est situé à l'apex des antérieures et quatre aux postérieures. Ces ocelles noirs sont pupillés de clair.
Le verso des antérieures est semblable, avec l'ocelle à l'apex alors que les ailes postérieures sont en damier marron terne et beige avec une ligne de d'ocelles clairs pupillés de noir peu visibles.

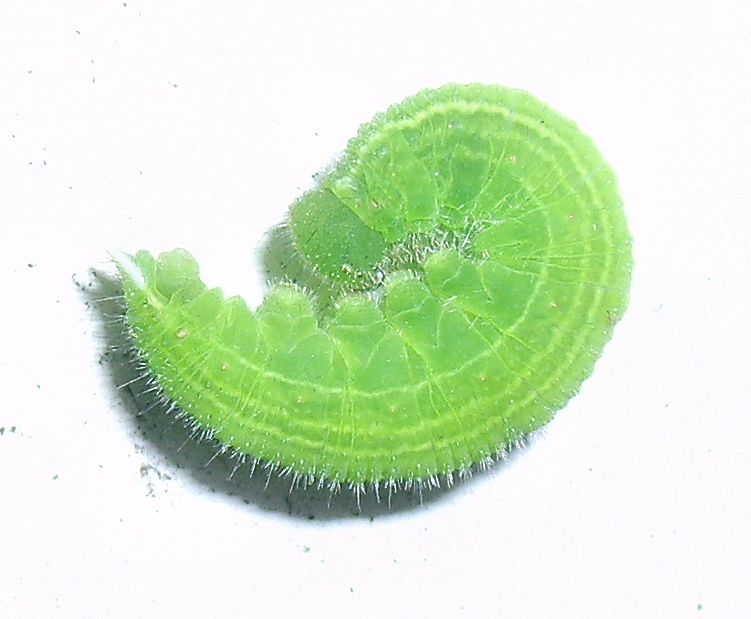
Chenille

### Chenille
La chenille  est vert pâle, avec des poils clairs dans les premiers stades, longs et foncés dans le dernier.

## Biologie

### Période de vol et hibernation
La Mégère vole en deux ou trois générations entre avril et novembre.

### Plantes hôtes
Les plantes hôtes de sa chenille sont diverses Poacées dont Poa annua, Dactylis glomerata, Brachypodium dont Brachypodium sylvaticum et Brachypodium pinnatum, Deschampsia flexuosa, Agrostis tenuis, Agrostis gigantea, Agrostis capillaris, Festuca ovina,.

## Écologie et distribution
La Mégère est présente dans toute l'Afrique du Nord, dans toute l'Europe non nordique, et dans l'ouest de l'Asie tempérée,.
Elle est présente dans tous les départements de la France métropolitaine.

### Biotope et comportement
La Mégère fréquente les friches broussailleuses, les clairières et landes claires, les endroits rocailleux. Posée sur les chemins, elle apprécie se réchauffer longuement au soleil.

### Protection
Préoccupation mineure selon l'Union Internationale pour la Conservation de la Nature (UICN).